# Woodwardiana evagorata
Woodwardiana evagorata är en insektsart som först beskrevs av Woodward 1953.  Woodwardiana evagorata ingår i släktet Woodwardiana och familjen Rhyparochromidae. Inga underarter finns listade i Catalogue of Life.